# موسینو (شهرستان اوچالینسکی، باشقیرستان)
موسینو (انگلیسی: Musino, Uchalinsky District, Republic of Bashkortostan) یک شهرک در شهرستان اوچالینسکی استان باشقیرستان کشور روسیه است.